# Soldiers Grove
Soldiers Grove – wieś w Stanach Zjednoczonych, w stanie Wisconsin, w hrabstwie Crawford.